# أندرولا هنريكيز

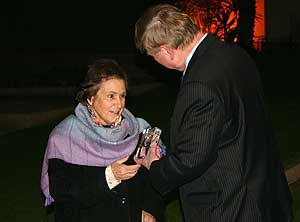
عند استلام الجائزة عام 2010

أندرولا هنريكيز (باليونانية: Ανδρούλα Ενρίκες)‏ (1937) ناشطة قبرصية في حملات لمكافحة الاتجار بالبشر.

## الحياة
عملت شبكة مكافحة الاتجار بالبشر الخاصة بها، قبرص أوقفي الأتجار بالبشر وأعتبرت رئيسة الشبكة من عام 2012. كما أنها ضغطت على حكومة قبرص لوقف الاتجار بالبشر.
نظمت شبكتها مؤتمراً في قبرص 2008 وشملت متحدثين من الولايات المتحدة والاتحاد الأوروبي ، فضلا ًعن ممثلين من الشرطة الوطنية، مجلس النواب، مكتب النائب العام عن المجتمع التركي-القبرصي والعديد من المنظمات غير الحكومية والعديد من الصحفيين.
كما ساعدت النساء المتجر بهن عن طريق السماح لهن بالبقاء في منزلها كما هي على استعداد للشهادة في المحكمة ضد أولئك الذين جعلوهم عبيد لممارسة الجنس.
تلقت جائزة المرأة الشجاعة في 2010. وفي عام 2012 تم تعيينها برتبة قائد بوسام الاستحقاق الوطني من سفير فرنسا في قبرص، جان-لوك فلوران.